# Windvanger
Een windvanger of windtoren (Perzisch: بادگیر Bâdgir, Arabisch: بارجيل Baarjiil) is een traditioneel Iraans bouwelement dat gebruikt wordt om natuurlijke ventilatie in gebouwen te versterken. Er zijn diverse uitvoeringen in gebruik, en de tochtstroom kan, afhankelijk van de uitvoering, in een of meerdere richtingen worden gecreëerd.
De windvanger was al in gebruik in het Oude Egypte. Later vonden ze vooral toepassing in Perzische architectuur en architectuur die daardoor beïnvloed is. De constructies zijn te vinden in onder meer Iran en op het Arabisch schiereiland.

## Iran

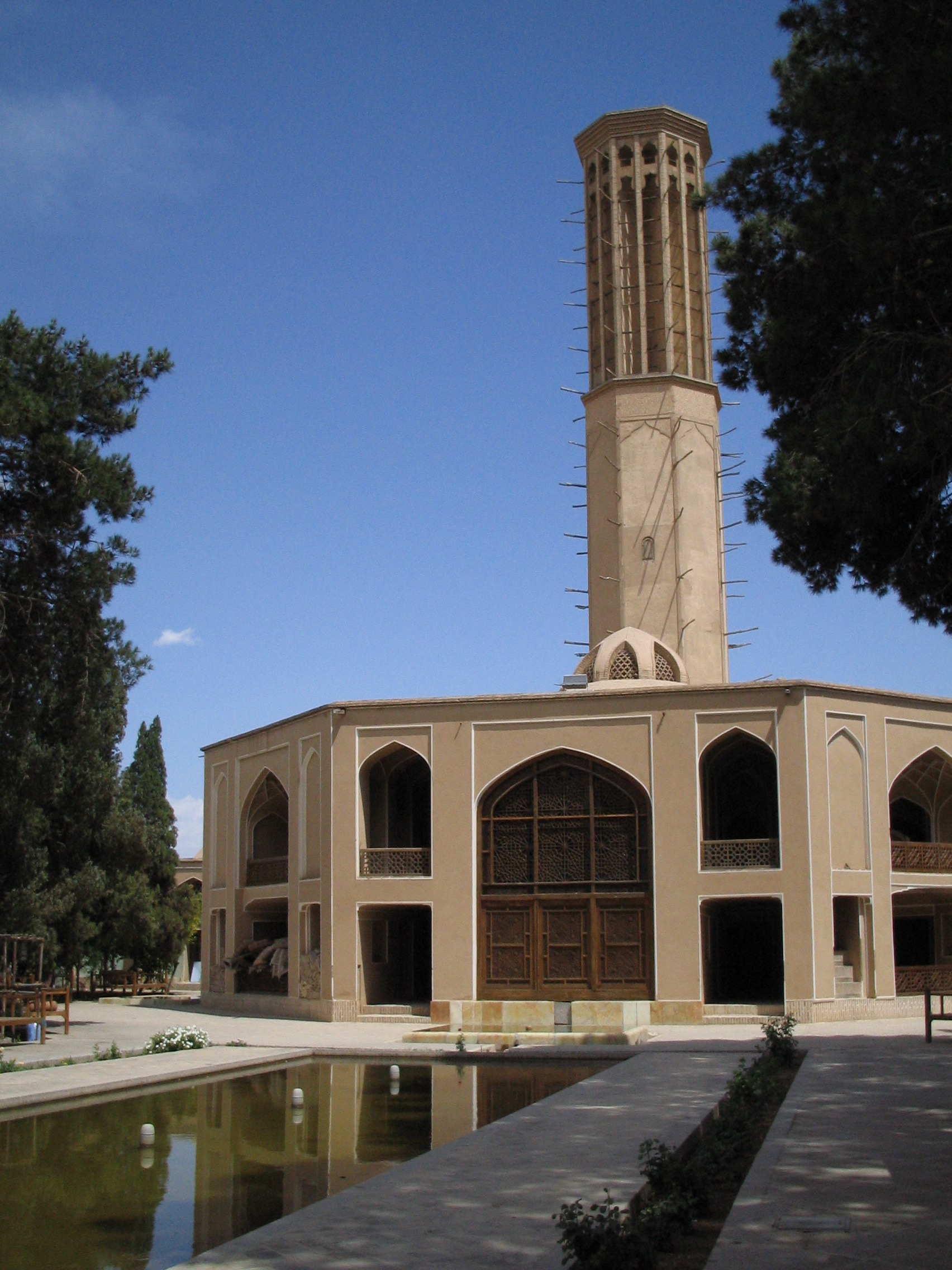
Windvanger in de Iraanse stad Yazd

In centraal Iran heerst een droog klimaat met grote temperatuurverschillen tussen dag en nacht. De meeste gebouwen zijn gebouwd met dik keramisch materiaal met een hoge isolatiewaarde. Dorpen en steden bij oases zijn over het algemeen dicht op elkaar gebouwd met hoge muren en plafonds, waardoor een maximale schaduw wordt gecreëerd. De hitte van zonlicht wordt geminimaliseerd door het toepassen van kleine ramen die aan de schaduwzijde van het gebouw zijn aangebracht.
Windvangers hebben gebruikelijk een, vier of acht openingen. De constructie van een windvanger hangt af van de gebruikelijke windrichting op die specifieke locatie: als de wind meestal van dezelfde kant komt, wordt er maar een enkele opening gebruikt. Dit is bijvoorbeeld het geval in Meybod, 50 kilometer van Yazd. In Yazd is het echter gebruikelijk dat de windvangers vier of acht openingen hebben.
Veel traditionele waterreservoirs (ab anbar) zijn gebouwd met windvangers die het water kunnen afkoelen tot een temperatuur vlak boven het vriespunt tijdens de hete zomermaanden. De koelende werking van het verdampende water is het sterkst in droge gebieden, waaronder het Iraans plateau, waar de windvanger dan ook het meest wordt gebruikt.
Een kleine windvanger wordt ook wel een shish-khan genoemd in de traditionele Perzische architectuur. Shish-khans worden nog gevonden op waterreservoirs in Qazvin en andere steden in Noord-Iran. Hier dient de windvanger meer als een ventilator dan als een koelelement.

## Egypte
Windvangers werden al toegepast in de oud-Egyptische architectuur. Een schildering met een dergelijk bouwelement is gevonden in het Pharaopaleis van Neb-Ammun in Egypte, wat dateert van de 19e dynastie (~1300 v.C.). In Egypte staan de windvangers bekend onder de naam malqaf (meervoud: malaaqef).

## Werking
De windvanger kan op drie verschillende manieren functioneren:
- door de luchtstroom naar beneden af te buigen,
- door luchtstroom omhoog af te buigen middels een door de tocht gecreëerde temperatuurgradiënt, of
- door luchtstroom omhoog af te buigen middels een door zonlicht gecreëerde temperatuurgradiënt.

### Neerwaartse luchtstroom
Een van de meestgebruikte toepassingen van de windvanger is om de binnenzijde van het gebouw af te koelen. Dit wordt vaak gedaan in combinatie met hofjes en koepels als onderdeel van een hittebeheersingsplan. Het gaat dan in feite om een hoge afgedekte toren met een zijkant geopend aan de bovenkant waarin de wind wordt 'opgevangen'. De wind wordt dan afgebogen in de toren, en naar het hart van het gebouw geleid. Doordat er zo een tocht ontstaat, wordt het gebouw afgekoeld.

### Opwaartse luchtstroom

Werking van een windvanger in combinatie met een qanat

#### Coandă-effect
Windvangers worden ook wel toegepast in combinatie met een qanat, een ondergronds kanaal. Bij deze methode wordt de open zijde van de toren juist van de wind afgekeerd, zodat een onderdruk ontstaat, en de lucht omhoog wordt 'gezogen' (vanwege het Coandă-effect).
Door het verschil in luchtdruk wordt warme (droge) lucht via een andere luchtingang naar binnen gezogen, en via de qanat het huis in geleid. De lucht wordt in de qanat afgekoeld door contact met de koude aarde en het stromende water, en koelt het gebouw af. Deze methode heeft als bijwerking dat de lucht bevochtigd wordt voordat deze het huis binnenkomt.

#### Zonlicht
In een windarme omgeving, of wanneer er geen qanat gebruikt kan worden, kan een windvanger als een zonnetoren worden ingezet. De toren, met de lucht erin, wordt opgewarmd door de zon, en de lichtere warme lucht stijgt omhoog in de toren. Op die manier ontstaat ook een drukverschil waardoor ook een tocht ontstaat. De koude lucht die in de onderste lagen van het gebouw is opgeslagen wordt zo omhoog gezogen. Dit is vooral nuttig wanneer er grote temperatuurverschillen gedurende een etmaal zijn, zodat de koude lucht kan worden opgeslagen in de nachtelijke uren. Het is met deze methode niet mogelijk om het gebouw kouder te krijgen dan de nachtelijke temperatuur.

## Afbeeldingen

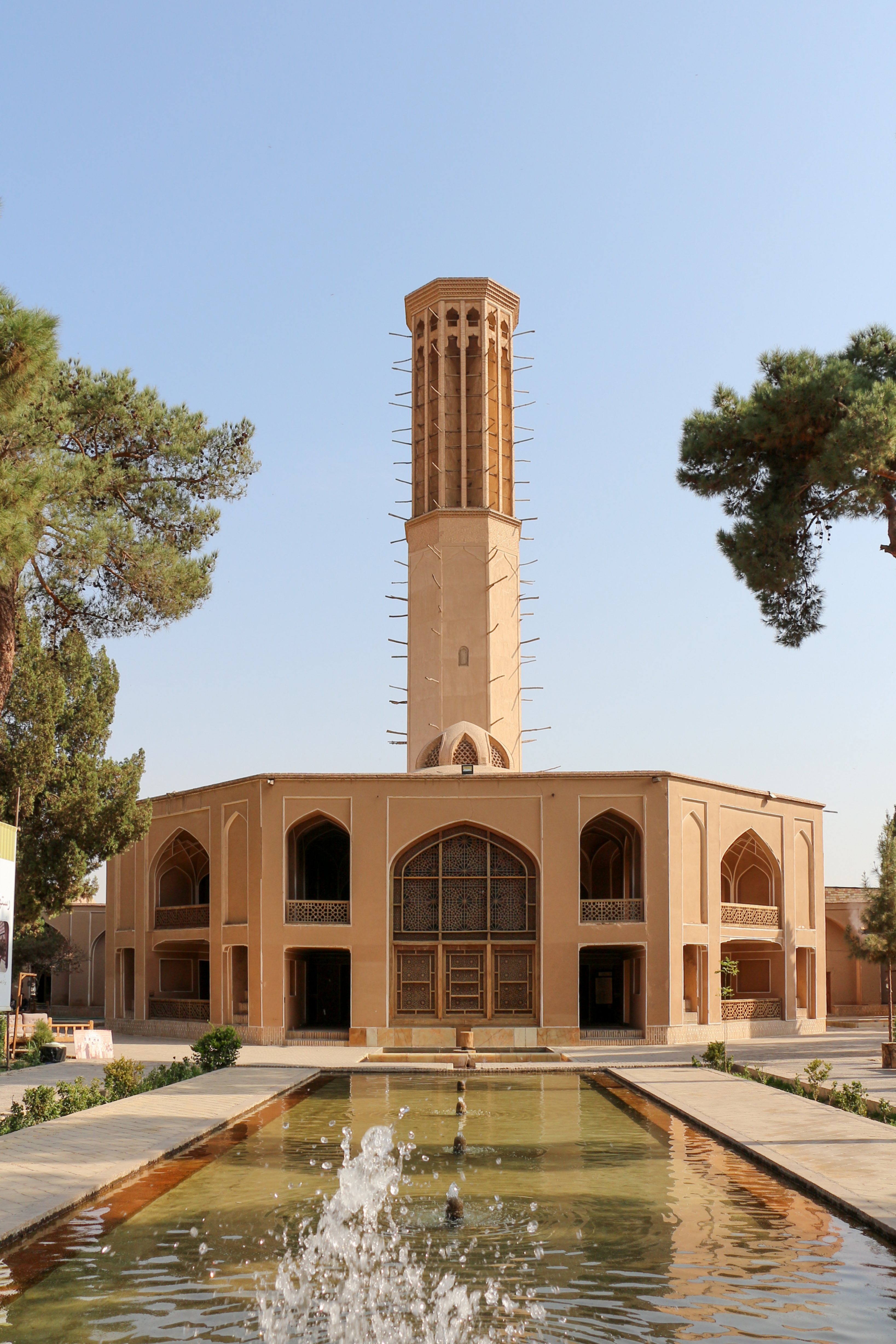
De windvanger van Dolat Abad in Yazd, Iran — een van de hoogste in werking zijnde windvangers.
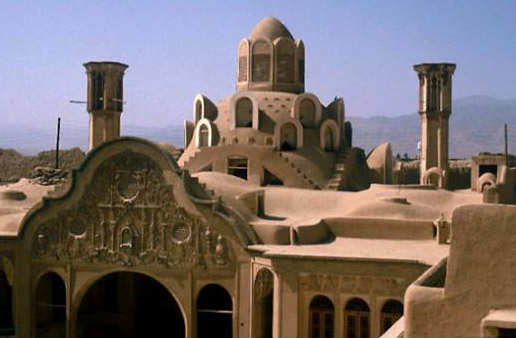
Borujerdishuis, in Kashan, centraal Iran. Dit huis stamt is gebouwd in 1857, en een uitstekend voorbeeld van de Perzische woestijnarchitectuur. De twee hoge windvangers koelen het hofje (andaruni) van het huis af.
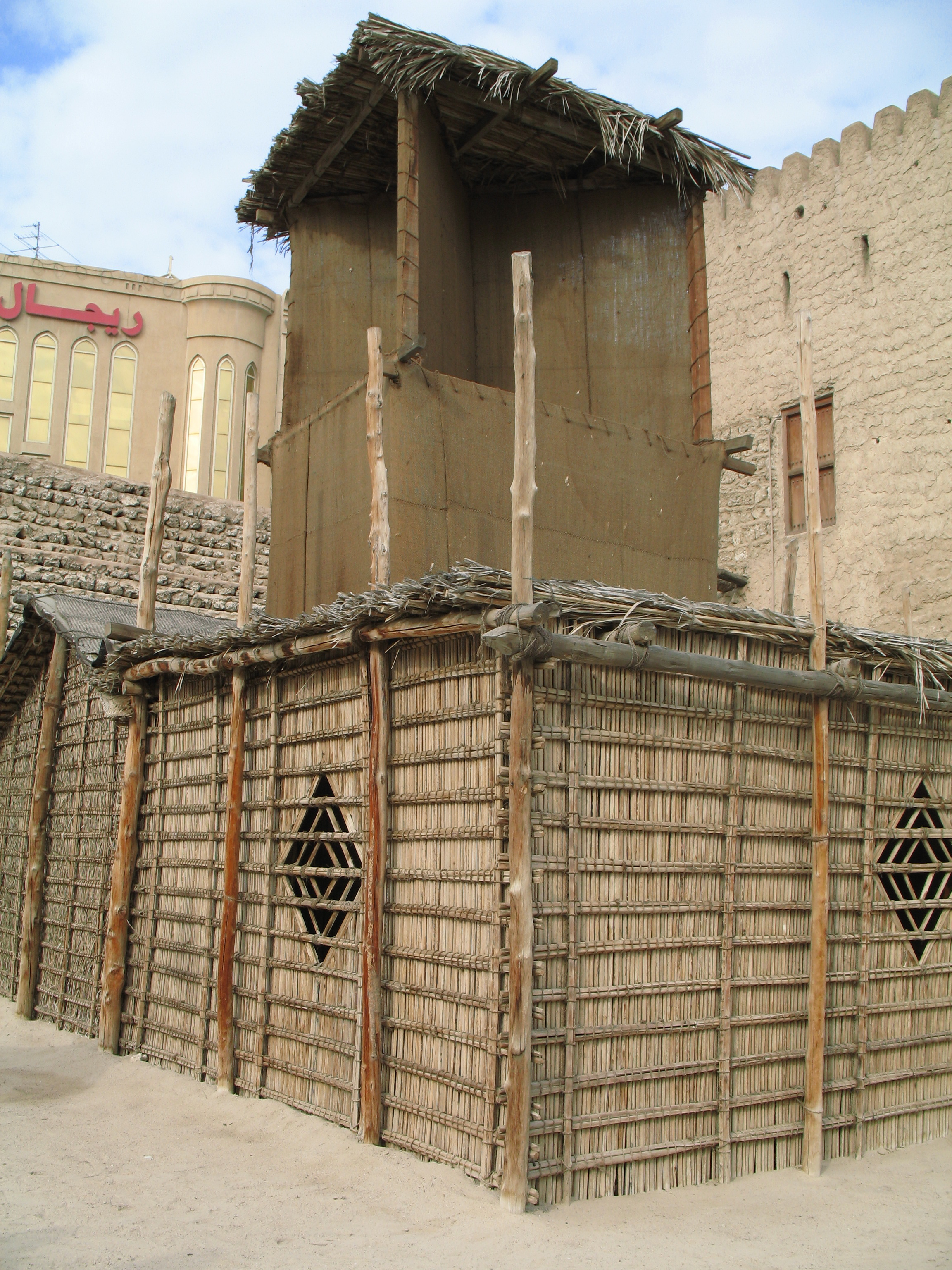
De toren op dit huisje werkt net als een normale windvanger en koelt de binnenzijde.
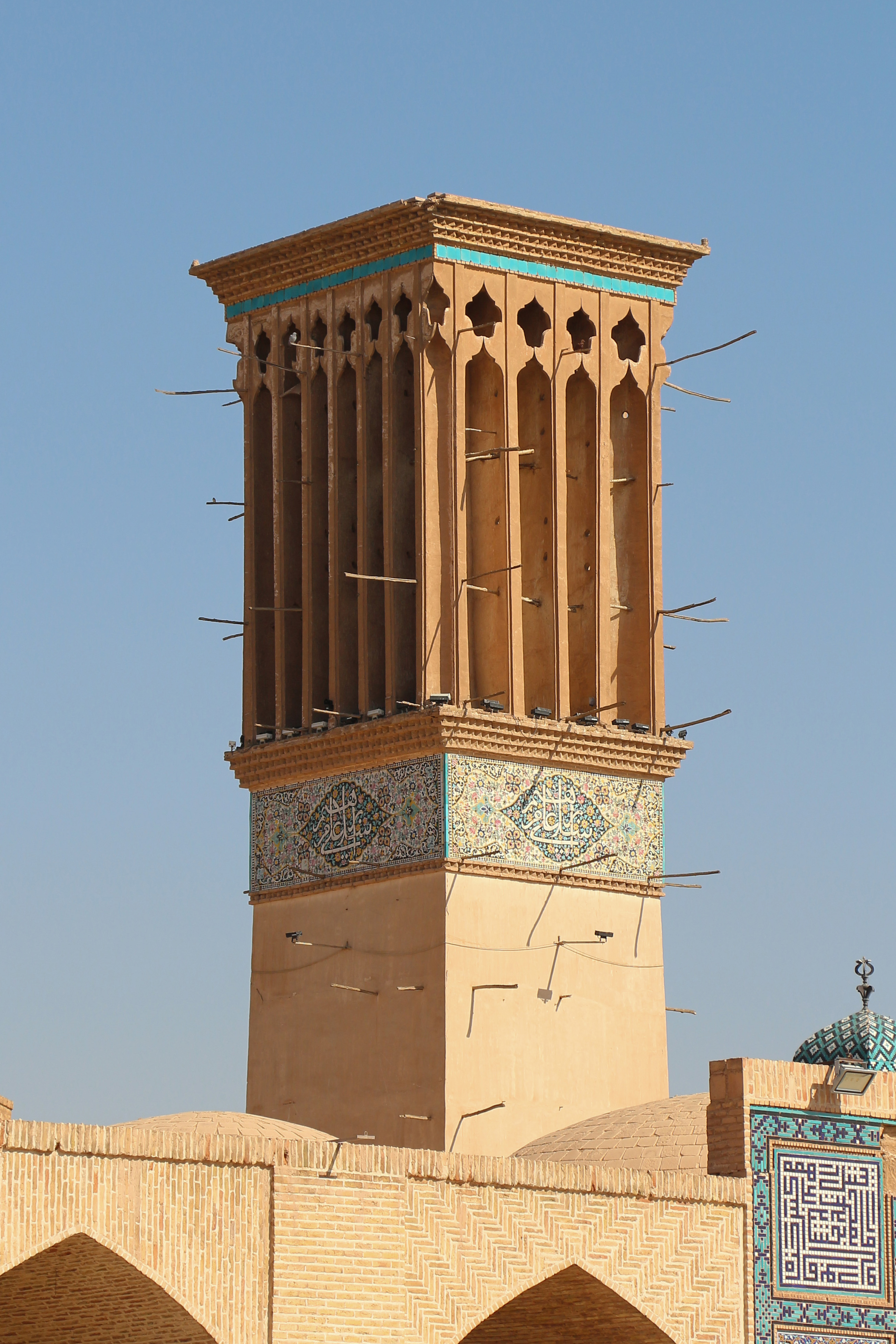
Windvanger van het Ganjali Khan-complex, in Kerman, Iran
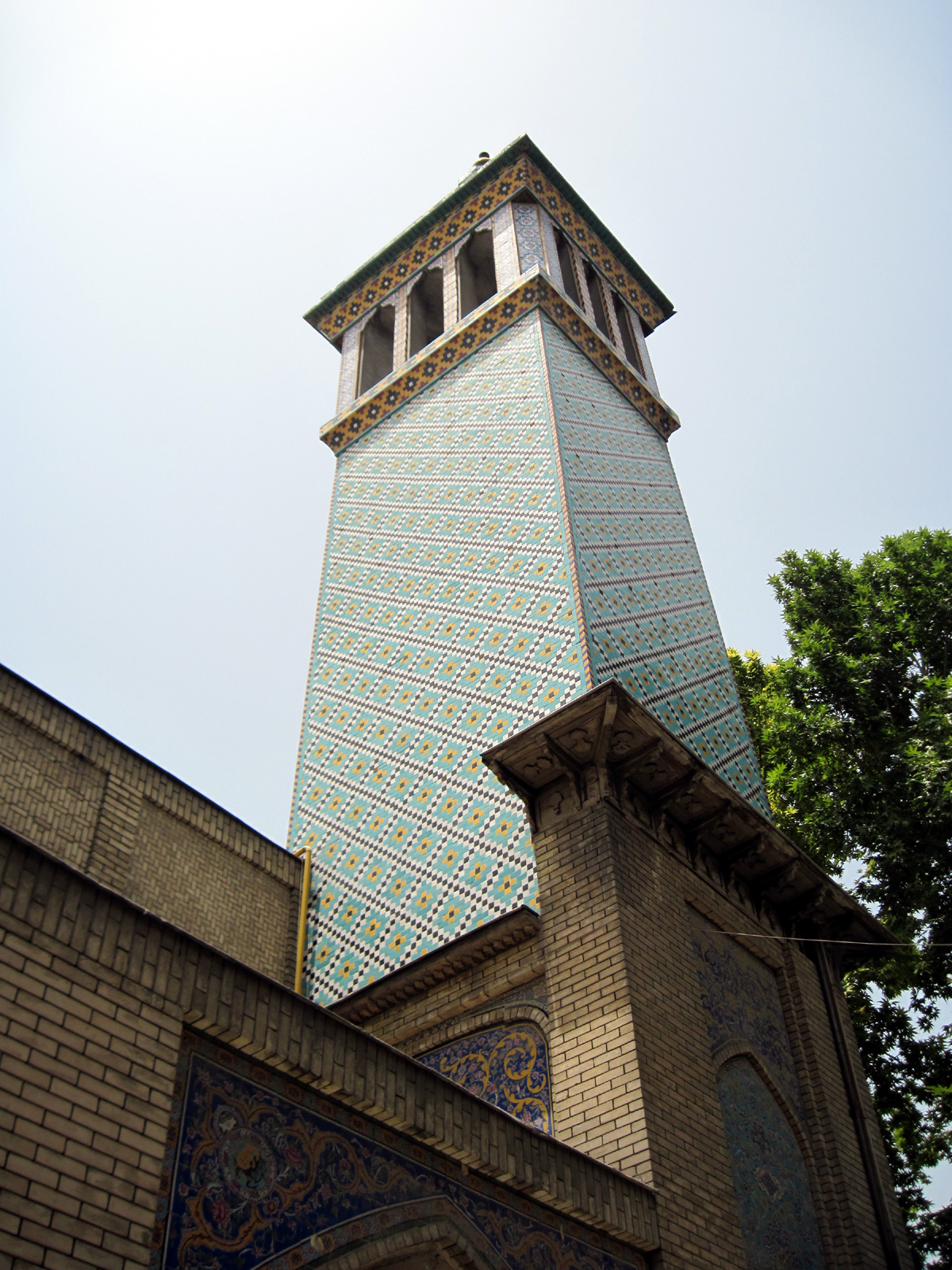
Golestanpaleis, Tehran, Iran